# Sør-Odal
Sør-Odal is een gemeente in de Noorse provincie Innlandet. Het administratieve centrum van de gemeente is Skarnes.
Het is een landelijke gemeente gelegen langs de rivier de Glomma en rond de zuidzijde van het Storsjøen. Het landschap wordt gedomineerd door heuvels, meren en naaldbossen. Skarnes heeft een treinverbinding met Oslo.

## Topografie

### Aangrenzende gemeenten
| Aangrenzende gemeenten | Aangrenzende gemeenten | Aangrenzende gemeenten | Aangrenzende gemeenten | Aangrenzende gemeenten |
| ---------------------- | ---------------------- | ---------------------- | ---------------------- | ---------------------- |
|                        |                        | Nord-Odal              |                        | Grue                   |
|                        |                        |                        |                        |                        |
| Nes                    | Kongsvinger            |                        |                        |                        |
|                        |                        |                        |                        |                        |
|                        |                        | Eidskog                |                        |                        |

### Plaatsen in de gemeente
- Disenå
- Skarnes

### Naam
Het laatste deel van de naam is de oude districtsnaam Odal (Oud-Noors: Ódalr). Het eerste deel hiervan is de ó, een nevenvorm van á, wat "rivier" betekent (hier de Glomma). Het tweede deel is dalr, wat vallei of dal betekent.
Het eerste deel van de naam Sør- (= "zuid") werd na 1819 toegevoegd toen de parochie Odal in tweeën werd gesplitst (zie Nord-Odal.)

## Demografie
De gemeente telde 7623 inwoners in januari 2005, waarvan 49,7% mannelijk. Het aandeel ouderen (67 jaar of ouder) is 16,0%. In juni 2005 was 3% van de bevolking werkloos.

## Geschiedenis

### Wapen
Het wapen werd op 10 januari 1992 toegekend. De armen tonen drie gouden sleutels op een rode achtergrond. Zij vertegenwoordigen de drie parochies Oppstad, Strøm en Ulleren en de drie lokale waterlichamen: Glomma, Oppstadåa en Storsjøen. De sleutel symboliseert rechtvaardigheid, kennis en positieve idealen.

## Geboren in Sør-Odal
- Øystein Sunde, de Noorse songwriter en entertainer komt uit Skarnes.

## Partnersteden
- Viitasaari

Alvdal · Dovre · Eidskog · Elverum ·  Engerdal · Etnedal · Folldal · Gausdal · Gjøvik · Gran · Grue ·  Hamar · Kongsvinger · Lesja · Lillehammer · Lom ·  Løten · Nord-Aurdal · Nord-Fron · Nord-Odal · Nordre Land · Os · Østre Toten · Øyer · Øystre Slidre · Rendalen · Ringebu · Ringsaker · Sel · Skjåk · Stange · Stor-Elvdal · Søndre Land · Sør-Aurdal · Sør-Fron · Sør-Odal · Tolga · Trysil · Tynset · Vågå · Våler · Vang · Vestre Slidre · Vestre Toten · Åmot · Åsnes

Fylker van Noorwegen